# Biła Hora (obwód ługański)
Biła Hora (ukr. Біла Гора) – wieś na Ukrainie, w obwodzie ługańskim, w rejonie siewierodonieckim. W 2001 liczyła 290 mieszkańców, spośród których 240 posługiwało się językiem ukraińskim, 42 rosyjskim, 1 białoruskim, 1 bułgarskim, a 6 innymi.